# Rafael Millá Santos
Rafael Millá Santos (Alacant, 22 de setembre de 1891 - Ivànovo, óblast d'Ivànovo, URSS, 28 d'agost de 1952) fou un polític comunista valencià. Fou internat de petit en un establiment benèfic, on va aprendre tipografia. Treballà en una impremta, organitzà el Sindicat d'Arts Gràfiques d'Alacant i el 1911 ingressà a l'Agrupació Socialista del PSOE d'Alacant, de la que en serà president el 1918. Fou arrestat per participar en la vaga general de 1917 i el 1918 defensà el suport a la Revolució russa en l'XIè Congrés del PSOE, alhora que s'enfrontava a la preponderància de la CNT a Alacant.
El 1920 va abandonar el PSOE i fou un dels fundadors del Partit Comunista Espanyol, del que en fou membre del Comitè Central des del 1921, així com secretari general quan s'unificaren el PCOE i el PCE per a crear el Partit Comunista d'Espanya, tot i qui actuà com a tal fou Antonio García Quejido, així com a redactor del diari La Antorcha. El 1921 representà el partit a la Internacional Comunista a Moscou, i quan tornà a Alacant fou detingut.
Fou candidat del PCE a les eleccions municipals de 1922 a Alacant i secretari del Partit a Alacant el 1923. El 1927 fou detingut com a president de la Societat Tipogràfica d'Alacant, i novament durant la vaga de desembre de 1930 en solidaritat amb els obrers morts a Madrid. Alhora, fou vocal de l'Ateneu Alacantí. Fou candidat del PCE per Alacant a les eleccions municipals de 1930 i a les eleccions generals espanyoles de 1931, però no fou escollit. Durant la Segona República fou cap del PCE a Alacant i en nom del partit va signar el document de suport a l'Estatut del País Valencià el 1936.
Durant la guerra civil espanyola fou nomenat vicepresident de la UGT a Alacant i membre del Consell Municipal pel PCE, del qual en fou president entre agost de 1936 i maig de 1937. També fou membre de la Junta de Defensa del Tresor Artístic. Poc abans de l'entrada de les tropes franquistes a Alacant va exiliar-se en el vaixell anglès Stanbrook cap a Algèria, on després d'estar un temps en un camp de refugiats marxà cap a l'URSS. Va passar els darrers anys en una residència per a ancians bolxevics a Ivànovo, cec.